# Delavalia golikovi
Delavalia golikovi is een eenoogkreeftjessoort uit de familie van de Miraciidae. De wetenschappelijke naam van de soort is voor het eerst geldig gepubliceerd in 1978 door Chislenko.